# Jennifer Jones (curlerka)

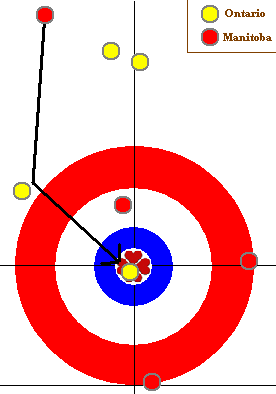
The Shot, ostatni kamień Jones dający jej mistrzostwo Kanady 2005

Jennifer Jones (ur. 7 lipca 1974 w Winnipeg, Manitoba) – kanadyjska curlerka, mistrzyni olimpijska z 2014, mistrzyni świata z 2008, wielokrotna mistrzyni kraju. Reprezentuje St. Vital Curling Club z Winnipeg. Z zawodu jest adwokatem.
Pierwszy raz Jones pojawiła się na arenie curlingowej podczas mistrzostw Kanady juniorów 1993, który zakończyła z bilansem 8-4. Rok później wywalczyła już mistrzostwo Kanady juniorów, co oznaczało, że będzie reprezentować Kanadę na Mistrzostwach Świata Juniorów 1995. Jednak zmiana w orzeczeniu zmusiła jej drużynę do gry ze zwycięzcami rywalizacji 1995 (Kelly Mackenzie), którą przegrała. W 2002 Jones wygrała mistrzostwa Manitoby, co umożliwiło jej występ w Tournament of Hearts 2002. Turniej ten zakończyła bilansem 8-4, dało jej to 4. miejsce w Kanadzie.
Jones powróciła do Tournament of Hearts 2005, gdzie po rundzie każdy z każdym była na pierwszym miejscu z 9 wygranymi i 2 porażkami. W play-off drużyna Manitoby pokonała Kolumbię Brytyjską (Kelly Scott) 8:7 i w finale zmierzyła się z zespołem Ontario (Jenn Hanna). Przed 10. endem Jones przegrywała 2 kamieniami, miała jednak przywilej ostatniego kamienia. Kończące zagranie było niezmiernie trudne, kamień Manitoby musiał odbić się od narożnego strażnika przeciwników by skierować się na kamień znajdujący się na guziku. Założone zagranie wyszło w 100% i partię wygrała 4 kamieniami – wynik finału 8:6. Wyczyn Jones został uszanowany przez kanadyjskie media i fanów, zagraniu temu został nadany tytuł "The Shot". Wielu curlerów próbowało powtórzyć takie zagranie. Tytuł mistrza Kanady był przepustką do gry w mistrzostwach świata 2005 w Paisley.
Świat curlingowy był rozczarowany wynikami Kanadyjek, pomimo że w Round-Robin wygrały 8 z 11 meczów a stan przygotowania lodu pozostawiał wiele do życzenia. Jones przegrała w meczu play-off 3-4 z reprezentacją Norwegii (Dordi Nordby) 5:12 (w ostatnich 3 endach Norweżki przejęły 7 kamieni) i zakończyła rywalizację na 4. miejscu.
Drużynę zasiliła na pozycji otwierającej Georgina Wheatcroft (brązowa medalistka Zimowych Igrzysk Olimpijskich 2002), która miała podnieść szansę Jones na wygraną w turnieju kwalifikacyjnym do igrzysk 2006. Jednak występ w grudniowym turnieju zakończyła w fazie play-off.
Ponieważ Jones wygrała Scott Tournament of Hearts 2005 miała zapewnione miejsce w Scott Tournament of Hearts 2006 jako Team Canada. W tym roku jej drużyna również zdołała dostać się do rundy play-off, pokonała tam w meczu 3-4 Quebec (Ève Bélisle) 10:4 następnie z takim samym wynikiem Nową Szkocję (Colleen Jones) w półfinale. Drużyna Kanady przegrała jednak w finale z Kolumbią Brytyjską (Kelly Scott) 6:8.
W 2006 Wheatcroft powróciła do swojej ojczystej Kolumbii Brytyjskiej, do wcześniejszej drużyny Kelley Law. Została zastąpiona przez Danę Allerton. Jednakże w trakcie sezonu, tuż przed mistrzostwami prowincji miejsce Allerton przejęła Janet Arnott. Jones została skrytykowana za ten ruch.
Jones wygrała mistrzostwa Manitoby w 2007 co zapewniło jej miejsce w Scotties Tournament of Hearts 2007. Zakwalifikowała się do play-offów jednak przegrała z drużyną Kanady (Kelly Scott) w półfinale 5:7.
W tym samym roku Jones znów zmieniła zawodniczki na pozycji otwierającej, tym razem do drużyny dołączyła Dawn McEwen, z Ottawy, z drużyny Jenn Hanny. 17 marca 2007 Jones po raz pierwszy wygrała Canada Cup of Curling.
W sezonie 2007/2008 wygrała kilka turniejów włączając Autumn Gold Curling Classic 2007 zaliczany do Wielkiego Szlema oraz mistrzostwa Manitoby 2008.
Jennifer Jones uczestniczyła w Scotties Tournament of Hearts 2008 w Reginie jako reprezentantka Manitoby. Na początku drużyna miała zbliżony bilans wygranych i przegranych meczów jednak w 4 ostatnich meczach Jones zwyciężała przeciwniczki. Do fazy play-off zakwalifikowała się po dogrywce z Nową Fundlandią i Labradorem (Heather Strong) 6:3.
Awansowała do półfinału wygrywając w meczu 3-4 z Quebeckiem (Marie-France Larouche) 6:5, w półfinale zmierzyła się z Ontario (Sherry Middaugh). Doprowadziła tam do dogrywki gdzie przejęła 1 punkt i mecz wygrała 9:8. W finale Mantioba spotkała się z Albertą (Shannon Kleibrink).
W 10. endzie Jones prowadziła 5:4 bez przywileju ostatniego kamienia, Kleibrink prowadziła ofensywną taktykę i zapełniała dom kamieniami. Jednak Jones wykonała dobre draw za strażnika, przez co Kleibrink musiała zagrać odsunięcie kamienia Manitoby, by ten całkowicie wyjechał z pola gry. Zagrywany kamień zatrzymał się na poprzednim i go nie wybił – Manitoba przejęła ostatni end i wygrała 6:4. W fazie play-off Jones rywalizowała z drużynami, z którymi przegrała w Round-Robin.
Występ na mistrzostwach świata 2008 należy do jej największych sukcesów. W Round-Robin przegrała jeden mecz z rewelacją zawodów – Chinkami (Wang Bingyu) 9:7, fazę tę Jones zakończyła na 1. miejscu. W Page play-off spotkała się z Chinkami i ponownie przegrała (5:7). Wygrała bardzo wyrównany półfinał z Japonkami (Moe Meguro), doprowadzając do dogrywki i przejmując w niej jeden punkt – 9:8. W finale jeszcze raz spotkała się z reprezentacją Chin tym razem rewanżując się za dwie wcześniejsze porażki, wygrała 7:4.
Drużyna Jones była automatycznie zakwalifikowana na Scotties Tournament of Hearts 2009, po Round-Robin zespół zajmował 4. miejsce, ale o wejście do fazy play-off musiał wygrać w tie-breaker z Wyspą Księcia Edwarda 5:4. Jones obroniła tytuł mistrza Kanady wygrywając kolejno w meczu 3/4 ze Saskatchewan 8:6, w półfinale z Quebecem 12:8 i ostatecznie w finale zwyciężyła Kolumbię Brytyjską 8:5. Na MŚ po RR reprezentacja Kanady zajmowała 3. miejsce (z bilansem 9-2), w play-off Kanadyjki spotkały się z drużynami, z którymi przegrały w fazie grupowej. W meczu 3/4 przegrała ze Szwedkami 4:5 i następnie w grze o brązowy medal z Dunkami 6:7.
Zespół dzięki wygranym w turniejach Wielkiego Szlema, Mistrzostwie Kanady i Świata 2008 zakwalifikował się na 1. miejscu do Canadian Olympic Curling Trials 2009. Z bilansem 2-5 Jones zajęła 6. miejsce. Drużyna Jones lepiej grała w Scotties Tournament of Hearts 2010, w fazie pucharowej dwukrotnie pokonała Wyspę Księcia Edwarda (Kathy O’Rourke) 8:5 (mecz 1-2) i 8:7 (finał). Na MŚ 2010 drużyna Kanady przez długi czas była jedyną niepokonaną ekipą, w Round-Robin Jones uległa jedynie Niemkom (Andrea Schöpp), z którą zmierzyła się ponownie w meczu play-off. W fazie pucharowej ponownie przegrała z Niemkami (3:6), w półfinale uległa Szkotkom (Eve Muirhead) 4:10, ostatecznie zdobyła brązowy medal po wygranej nad Szwedkami (Cecilia Östlund) 9:6.
Po zakończeniu sezonu 2009/2010 Jones wraz z Oficer i McEwen postanowiły wykluczyć z drużyny Cathy Overton-Clapham, jej miejsce od następnego sezonu zajęła Kaitlyn Lawes. Na kolejnych mistrzostwach kraju ekipa Jones ponownie należała do czołówki, z drugiego miejsca awansowała do fazy finałowej. W górnym meczu Page play-off po extra-endzie pokonała Saskatchewan (Amber Holland) 10:9, w finale ponownie zmierzyły się te dwa zespoły. W 10. partii był remis po 7. i Team Canada posiadał ostatni kamień. W swoim ostatnim zagraniu Holland ustawiła kamień na guziku, który był bardzo dobrze chroniony przez strażnika, Jones postanowiła wybić kamień ze środka próbując przebicia przez dwa kamienie. Jennifer wybiła kamień ustawiony wcześniej przez Holland jednak jej własny odtoczył się zbyt bardzo i Saskatchewan przejął partię.
W 2012 Jones ponownie wygrała turniej prowincjonalny, w Scotties Tournament of Hearts 2012 wygrała Round-Robin. Fazę finałową rozpoczęła od porażki przeciwko Kolumbii Brytyjskiej (Kelly Scott), przegrała również półfinał z Albertą (Heather Nedohin). Manitoba zdobyła brązowe medale wygrywając 8:6 nad Quebekiem (Marie-France Larouche).
Jones z powodu ciąży nie grała w pierwszej połowie sezonu 2012/2013, dodatkowo w czerwcu przeszła operację kolana. Do rywalizacji powróciła w bardzo dobrym stylu wygrywając Mistrzostwa Manitoby 2013. Rundę grupową Scotties Tournament of Hearts 2013 ekipa Jones zakończyła bez porażki, w górnym meczu Page play-off przegrała jednak z Ontario (Rachel Homan). Po wygraniu półfinału przeciwko Kolumbii Brytyjskiej (Kelly Scott) walczyła ponownie z Homan. Reprezentantki Manitoby zdobyły srebrne medale przegrywając ostatnie spotkanie 6:9.
Wygrywając Canada Cup 2011 drużyna Jones zapewniła sobie awans do Canadian Olympic Curling Trials 2013. Jones była zaliczana do faworytek do zwycięstwa. W rundzie grupowej wygrała 6 meczów i bezpośrednio znalazła się w finale. W ostatnim meczu zawodów Jones zwyciężyła 8:4 nad Sherry Middaugh i reprezentowała Kanadę na Zimowych Igrzyskach Olimpijskich 2014.
Kanadyjki w rundzie grupowej Zimowych Igrzyskach Olimpijskich 2014 były bezkonkurencyjne, nie odniosły porażki i z pierwszego miejsca awansowały do półfinału. W kolejnym spotkaniu pokonały 6:4 zawodniczki z Wielkiej Brytanii (Eve Muirhead). Zespół Jennifer Jones sięgnął po złote medale triumfując w finale 6:3 nad Szwedkami (Margaretha Sigfridsson). Po roku przerwy zespół Jennifer Jones bez większych problemów zdobył tytuł mistrzyń prowincji. Ekipa z Manitoby w rundzie grupowej Scotties Tournament of Hearts 2015 zajęła 1. miejsce. Po dwóch wygranych meczach przeciwko Albercie (Valerie Sweeting) Jones piąty raz wywalczyła złote medale mistrzostw Kanady. Podczas Mistrzostw Świata Kanadyjki awansowały do rundy finałowej, w pierwszym meczu uległy 4:6 Szwajcarkom (Alina Pätz). Jednak po wygranym 7:4 półfinale przeciwko Rosjankom (Anna Sidorowa) zespół Jennifer Jones znalazł się w finale zawodów. Reprezentantki Kanady zdobyły srebrne medale, przegrywając ponownie z zespołem Aliny Pätz, tym razem 3:5. W Scotties Tournament of Hearts 2016 obrończynie tytułów mistrzowskich awansowały do fazy finałowej, jednakże po porażkach z Albertą (Chelsea Carey) i Northern Ontario (Krista McCarville) zawodniczki z Winnipeg mogły zagrać tylko w małym finale. Ostatecznie drużyna Jones zdobyła brązowe medale, pokonując 8:7 Kerri Einarson z Manitoby.

## Wielki Szlem
| Turniej                | 2006/2007 | 2007/2008 | 2008/2009 | 2009/2010 | 2010/2011 | 2011/2012 | 2012/2013 | 2013/2014 | 2014/2015 |
| ---------------------- | --------- | --------- | --------- | --------- | --------- | --------- | --------- | --------- | --------- |
| Autumn Gold            | x         | W         | x         | W         | SF        | x         | A         | QF        | W         |
| Manitoba Lotteries     | F         | F         | QF        | F         | QF        | QF        | A         | W         | W*        |
| Colonial Square        | ?*        | ?*        | ?*        | ?*        | F*        | SF*       | A         | W         | A         |
| Masters                | ?*        | ?*        | A*        | ?*        | W*        | SF*       | A         | SF        | SF        |
| Canadian Open          | —         | —         | —         | —         | —         | —         | —         | —         | QF        |
| Players’ Championships | W         | x         | W         | QF        | W         | SF        | SF        | W         | x         |

| *  | = turniej niezaliczany do cyklu Wielkiego Szlema |
| —  | = turniej nie odbył się                          |
| A  | = nie uczestniczyła                              |
| x  | = nie zakwalifikowała się do fazy finałowej      |
| QF | = ćwierćfinał                                    |
| SF | = półfinał                                       |
| F  | = finał                                          |
| W  | = zwycięstwo                                     |

### Nierozgrywane
| Turniej               | 2006/2007 | 2007/2008 | 2008/2009 | 2009/2010 | 2010/2011 |
| --------------------- | --------- | --------- | --------- | --------- | --------- |
| Wayden Transportation | QF        | x         | W         | —         | —         |
| Sobeys Slam           | —         | x         | x         | —         | W         |

## Drużyna
|            | Czwarty/-a     | Trzeci/-a             | Drugi/-a         | Otwierający/-a      |
| ---------- | -------------- | --------------------- | ---------------- | ------------------- |
| 2010/20161 | Jennifer Jones | Kaitlyn Lawes         | Jill Officer     | Dawn McEwen         |
| 2007/2010  | Jennifer Jones | Cathy Overton-Clapham | Jill Officer     | Dawn McEwen         |
| 2006/2007  | Jennifer Jones | Cathy Overton-Clapham | Jill Officer     | Dana Allerton       |
| 2005/2006  | Jennifer Jones | Cathy Overton-Clapham | Jill Officer     | Georgina Wheatcroft |
| 2004/2005  | Jennifer Jones | Cathy Overton-Clapham | Jill Officer     | Cathy Gauthier      |
| 2003/2004  | Jennifer Jones | Karen Porritt         | Jill Officer     | Lynn Fallis-Kurz    |
| 2002/2003  | Jennifer Jones | Kimberly Keizer       | Lynn Fallis-Kurz | Dana Allerton       |
| 2000/2002  | Jennifer Jones | Karen Porritt         | Lynn Fallis-Kurz | Dana Allerton       |
| 1998/1999  | Karen Porritt  | Jennifer Jones        | Patti Burtnyk    | Jill Officer        |
| 1992/1994  | Jennifer Jones | Trisha Baldwin        | Jill Officer     | Dana Malanchuk      |
| 1990/1991  | Jill Staub     | Jennifer Jones        | Kristie Moroz    | Kelly Mackenzie     |

1 - od września do grudnia 2012 Jennifer Jones nie grała z powodu ciąży. Czwartą i kapitanem była Kaitlyn Lawes, jako trzecia do zespołu dołączyła Kirsten Wall.

## CTRS
Pozycje drużyn Jennifer Jones w rankingu CTRS:
- 2014–2015 – 1.
- 2013–2014 – 1.[6]
- 2012−2013 – 2.
- 2011–2012 – 1.
- 2010–2011 – 1.
- 2009–2010 – 1.
- 2008–2009 – 2.[7]
- 2007–2008 – 2.
- 2006–2007 – 1.
- 2005−2006 – 1.
- 2004–2005 – 7.
- 2003–2004 – 8.

## Życie prywatne
Związana jest z Brentem Laingiem, curlerem grającym na co dzień w ekipie Glenna Howarda. W połowie grudnia 2012 parze urodziło się dziecko.